# Корбуков, Владимир Денисович
Владимир Денисович Корбуков (25 марта 1900, Двинск — 1 августа 1946, Москва) — подполковник РККА, затем полковник ВС КОНР.

## Биография
Родился в русской крестьянской семье. Отец — Денис Демьянович Корбуков, на момент рождения ребёнка — запасной рядовой 98го пехотного Юрьевского полка, родом из крестьян Могилёвской губернии.
В 1911 окончил 3-классную начальную школу. В РККА с 16 мая 1919, участник Гражданской войны, участвовал в боевых действиях на Польском фронте, в 1921 принимал участие в подавлении мятежей в западных губерниях. Член РКП(б) с 1925.
2 августа 1941 назначен помощником начальника отдела связи штаба 11-й армии Северо-Западного фронта. В апреле 1942 являлся начальником связи (по другим данным направлен на должность старшего помощника начальника связи штаба) 2-й ударной армии Волховского фронта. Вместе с армией попал в окружение и в конце июня того же года штабная колонна армии была рассеяна. Несколько месяцев скитался по лесам вблизи Мясного Бора и 11 октября обнаружен в копне сена близ деревни Путовкино местными мальчишками, один из которых оказался сыном старосты. Сопротивления патрулю полевой жандармерии при аресте не оказал.
Содержался в лагерях военнопленных, в августе 1943 ознакомившись с обращениями генерал-лейтенанта РОА А. А. Власова, подал заявление о вступлении в РОА и направлен в Дабендорфскую школу РОА, которую окончил в октябре и был зачислен в офицерский резерв. С конца декабря 1944 начальник отдела связи штаба ВС КОНР, инспектировал готовность и оснащение подразделений связи.
В составе сводной офицерской колонны штаба ВС КОНР 17 апреля 1945 выступил из Хойберга в Чехию, в пути командовал офицерским взводом. 9 мая сдался вместе со всей Южной группой ВС КОНР представителям 26-й пехотной дивизии. 7 сентября в Ческе-Будеёвице передан американским командованием в лагерь № 292 ОКР «СМЕРШ». Перевезён в Москву, 4 апреля 1946 признал себя виновным во всех предъявленных обвинениях. По приговору ВКВС СССР в ночь на 1 августа того же года повешен во дворе Бутырской тюрьмы.

## Семья
Как установил историк И. Р. Петров, Корбуков был женат на Ханне Берковне Корбуковой (урождённой Вихнес, родом из Бобруйска, 1907 г.р.), имел 2 детей — сына (1929) и дочь (1935), которые эвакуировались после начала войны. После его ареста жена была арестована в Черкассах, где жила её замужняя сестра, и репрессирована в 1947 г., освобождена в 1951 г.